# Ineidis Casanova
Ineidis Casanova González (Santiago di Cuba, 13 ottobre 1988) è una cestista cubana.

## Carriera
Con Cuba ha disputato i Campionati mondiali del 2014 e sei edizioni dei Campionati americani (2007, 2009, 2011, 2013, 2015, 2017).